# National Women’s Soccer League 2014/Player Allocation
Bei der National Women’s Soccer League Player Allocation (engl. Zuweisung von Spielerinnen) vor der Saison 2014 wurden den neun an der NWSL teilnehmenden Franchises 50 Nationalspielerinnen der Vereinigten Staaten, Kanadas und Mexikos zugewiesen. Die Fußballverbände der Vereinigten Staaten, Kanadas und Mexikos hatten, wie schon im Vorjahr, eingewilligt, das Gehalt dieser Spielerinnen anstelle der zugewiesenen Vereine zu übernehmen. Die Ergebnisse des Zuweisungsprozesses wurden am 3. Januar 2014 bekanntgegeben.

## Prozess
Die drei beteiligten Fußballverbände wählten 26 (Vereinigte Staaten), 16 (Kanada) beziehungsweise acht (Mexiko) Nationalspielerinnen aus, welche mit finanzieller Unterstützung ihrer Heimatverbände in der NWSL spielen sollten. Ziel dieses Vorgehens war es, die Mannschaftsetats der in der NWSL vertretenen Franchises überschaubar zu halten und dennoch sicherzustellen, dass die Nationalspielerinnen der beteiligten Verbände in der neugegründeten Profiliga zu Einsätzen und Spielpraxis kämen. Im Vergleich zum Vorjahr stockte der US-Fußballverband sein Kontingent um drei Spielerinnen auf, während der mexikanische Verband die Anzahl der von ihm abgestellten Spielerinnen halbierte. Die Anzahl der Spielerinnen aus Kanada blieb unverändert. Keinen Einfluss auf die Größe des Allocation-Pools hatte dabei offenbar die Aufnahme der Houston Dash als neuntes NWSL-Franchise im Dezember 2013. Dies führte zu einem gewissen Ungleichgewicht bezüglich des Nationalproporzes während der Zuweisung.
Das Ergebnis der Zuweisung wurde am 3. Januar 2014 bekanntgegeben. Dem neugegründeten Franchise der Houston Dash wurden lediglich drei Spielerinnen zugewiesen (je eine aus jedem Nationalkontingent), zum zahlenmäßigen Ausgleich der Kaderstärken wurde am 10. Januar ein sogenannter Expansion-Draft durchgeführt.

## Ergebnis
|                    | Boston Breakers    | Chicago Red Stars | Houston Dash     | FC Kansas City    | Portland Thorns FC | Seattle Reign FC  | Sky Blue FC      | Washington Spirit | Western New York Flash |
| Vereinigte Staaten | Meghan Klingenberg | Shannon Boxx      | Whitney Engen    | Nicole Barnhart   | Rachel Buehler     | Stephanie Cox     | Jillian Loyden   | Yael Averbuch     | Carli Lloyd            |
| Vereinigte Staaten | Kristie Mewis      | Amy LePeilbet     |                  | Lauren Holiday    | Tobin Heath        | Sydney Leroux     | Kelley O’Hara    | Ashlyn Harris     | Abby Wambach           |
| Vereinigte Staaten | Heather O’Reilly   | Christen Press    |                  | Amy Rodriguez     | Alex Morgan        | Megan Rapinoe     | Christie Rampone | Alexandra Krieger |                        |
| Vereinigte Staaten |                    |                   |                  | Becky Sauerbrunn  |                    | Hope Solo         |                  |                   |                        |
| Kanada             | Chelsea Stewart    | Adriana Leon      | Melissa Tancredi | Desiree Scott     | Karina LeBlanc     | Carmelina Moscato | Jonelle Filigno  | Robyn Gayle       | Selenia Iacchelli      |
| Kanada             | Kaylyn Kyle        | Erin McLeod       |                  | Lauren Sesselmann | Christine Sinclair |                   | Sophie Schmidt   | Diana Matheson    |                        |
| Mexiko             | Dinora Garza       | Rachel Quon       | Teresa Noyola    | Cecilia Santiago  | Jackie Acevedo     | Arianna Romero    | Mónica Ocampo    | Renae Cuéllar     | Veronica Perez         |

Hauptgrund für die entstandenen Ungleichgewichte bei der Zuweisung waren Spielertransfers während und nach der Saison 2013. Während die meisten der US-amerikanischen und kanadischen Spielerinnen bei ihren Franchises aus der Vorsaison (beziehungsweise nach Transfers bei ihren neuen Franchises) verblieben, wurden die mexikanischen Spielerinnen völlig neu verteilt. Darüber hinaus wurden einige Spielerinnen, die sich in der Saison 2013 nicht hatten durchsetzen können oder ihr Karriereende erklärt hatten, von den Nationalverbänden ersetzt.
- Nicht mehr zugewiesen wurden Lori Lindsey, Heather Mitts, Keelin Winters (alle USA), Melanie Booth, Bryanna McCarthy, Jodi-Ann Robinson, Rhian Wilkinson, Emily Zurrer (alle Kanada), Marilyn Díaz, Maribel Domínguez, Alina Garciamendez, Anisa Guajardo, Nayeli Rangel, Jenny Ruiz, Marlene Sandoval, Luz Saucedo, Pamela Tajonar und Guadalupe Worbis (alle Mexiko).
- Neu im Zuweisungspool waren Yael Averbuch, Stephanie Cox, Whitney Engen, Meghan Klingenberg, Kristie Mewis[2], Christen Press (alle USA), Jonelle Filigno, Selenia Iacchelli, Rachel Quon, Chelsea Stewart, Melissa Tancredi (alle Kanada), Jackie Acevedo und Arianna Romero (beide Mexiko).

## Folgen
Am 10. Januar 2014 wurde ein sogenannter Expansion-Draft durchgeführt, bei dem das Franchise der Houston Dash aus den Kadern der anderen NWSL-Franchises bis zu zehn Spielerinnen wählen durfte, darunter bis zu vier der ursprünglich anderen Franchises zugewiesenen Nationalspielerinnen.
Eine Woche nach dem Expansion-Draft soll am 17. Januar 2014 der College-Draft 2014 stattfinden.